# نيكولاس تريجو
نيكولاس تريجو (بالإسبانية: Nicolás Trejo)‏ هو مدرب كرة قدم ولاعب كرة قدم مكسيكي، ولد في 25 ديسمبر 1975.